# Taggkrassing
Taggkrassing (Lepidium spinosum) är en korsblommig växtart som beskrevs av Pietro Arduino. Enligt Catalogue of Life ingår Taggkrassing i släktet krassingar och familjen korsblommiga växter, men enligt Dyntaxa är tillhörigheten istället släktet krassingar och familjen korsblommiga växter. IUCN kategoriserar arten globalt som otillräckligt studerad. Arten förekommer tillfälligt i Sverige, men reproducerar sig inte. Inga underarter finns listade i Catalogue of Life.